# Ri Chol-myong
Ri Chol-myong (ur. 18 lutego 1988 w Pjongjang) – północnokoreański piłkarz występujący na pozycji pomocnika w klubie Pyongyang City.

## Kariera
Ri Chol-myong jest wychowankiem Pyongyang City, w którym nadal występuje. W 2007 roku zadebiutował w reprezentacji Korei Północnej. Został powołany do kadry na Mistrzostwa świata 2010.